# (14395) Tommorgan
(14395) Tommorgan (1990 TN3) – planetoida z pasa głównego asteroid okrążająca Słońce w ciągu 2,75 lat w średniej odległości 1,96 j.a. Odkryta 15 października 1990 roku.